# 擬金毛蘚屬
擬金毛蘚屬（学名：Eumyurium）是蔓藓科下的一个属。

## 下属物种
本属包括以下物种：
- 擬金毛蘚 Eumyurium sinicum Noguchi, 1947